# Cankova
Cankova (Allemand : Kaltenbrunn ; Hongrois : Vashidegkút) est une commune du nord-est de la Slovénie.

## Géographie
La commune est située au nord-est de la Slovénie dans la région du Prekmurje à la frontière de l'Autriche et à proximité de la Hongrie.

### Villages
La commune est composée des villages de Cankova, Domajinci, Gerlinci, Gornji Črnci, Korovci, Krašči, Skakovci et Topolovci.

## Démographie
La population de la commune est assez faible avec environ 2 000 habitants.
Évolution démographique
| 1999  | 2000  | 2001  | 2002  | 2003  | 2004  | 2005  | 2006  | 2007  |
| ----- | ----- | ----- | ----- | ----- | ----- | ----- | ----- | ----- |
| 2 112 | 2 102 | 2 088 | 2 088 | 2 065 | 2 038 | 2 028 | 2 001 | 2 001 |
| 2008  | 2009  | 2010  | 2011  | 2012  | 2013  | 2014  | 2015  | 2016  |
| 2 007 | 1 920 | 1 902 | 1 889 | 1 890 | 1 889 | 1 850 | 1 834 | 1 814 |
| 2017  | 2018  | 2019  | 2020  | 2021  |       |       |       |       |
| 1 794 | 1 755 | 1 735 | 1 734 | 1 753 |       |       |       |       |

## Personnalités
- Ágoston Pável, écrivain slovène.